# Power Rangers Lightspeed Rescue (videogioco)
Power Rangers Lightspeed Rescue è un videogioco basato sull'omonima trasmissione televisiva. È disponibile in quattro versioni: quella per Nintendo 64, quella per Microsoft Windows, quella per PlayStation e quella per Game Boy Color, tutte prodotte da sviluppatori diversi.

## Modalità di gioco

### Versione Nintendo 64
La versione Nintendo 64 ha come caratteristica un gameplay d'azione completamente tridimensionale. Questa versione contiene le voci clip degli interpreti reali della serie originale, e, oltre che a includere le modalità Titanium Quest e Megazord Arena, rispettivamente la storia a giocatore singolo e la battaglia a due giocatori, è compatibile con il Nintendo Controller Pak per salvare le partite in corso.

### Versione PlayStation
Pur essendo graficamente simile alla versione per Nintendo 64, quella per PlayStation presenta un gameplay completamente diverso. Oltre ai cinque Power Rangers, il gioco permette anche di giocare nei panni del Titanium Ranger come personaggio extra. È possibile anche giocare in due, ma una volta scelto il proprio personaggio, ogni giocatore deve rimanere nei suoi panni per il resto della partita. Nei livelli Megazord Battle, il primo giocatore può usare il Supertrain Megazord, sostituito nell'ultimo livello dall'Omega Megazord. Altra caratteristica speciale per questa versione è il sistema di password, nella quale è possibile ottenere salute, vite, possibilità di continuare il gioco e attacchi potenziati in quantità infinite, l'accesso alle gallerie d'arte e foto, l'opzione di iniziare la partita sui primi sei dei sette livelli di gioco (il settimo e ultimo è accessibile solo salvando il gioco sulla PlayStation Memory Card dopo aver completato il sesto e penultimo livello) e la possibilità di sbloccare il Titanium Ranger.

### Versione Game Boy Color
La versione GBC è un platform a scorrimento. Permette di giocare nei panni di uno qualsiasi dei Power Rangers e utilizza un sistema di salvataggio password.

### Versione Microsoft Windows
La versione PC e Mac, nota come Interactive Data Zord, è un CD-ROM pubblicato insieme al Delux Max Solarzord della Bandai America, ed è più un centro interattivo che un vero videogioco.